# ATP Nizza 1982
L'ATP Nizza 1982 è stato un torneo di tennis giocato sulla terra rossa. È stata l'11ª edizione del torneo, che fa parte del Volvo Grand Prix 1982. Si è giocato a Nizza in Francia dal 29 marzo al 4 aprile 1982.

## Campioni

### Singolare maschile
Balázs Taróczy ha battuto in finale  Yannick Noah con il punteggio di 6–2, 3–6, 13–11

### Doppio maschile
Henri Leconte /  Yannick Noah hanno battuto in finale  Paul McNamee /  Balázs Taróczy con il punteggio di 5–7, 6–4, 6–3